# Georg Konrad Rieger

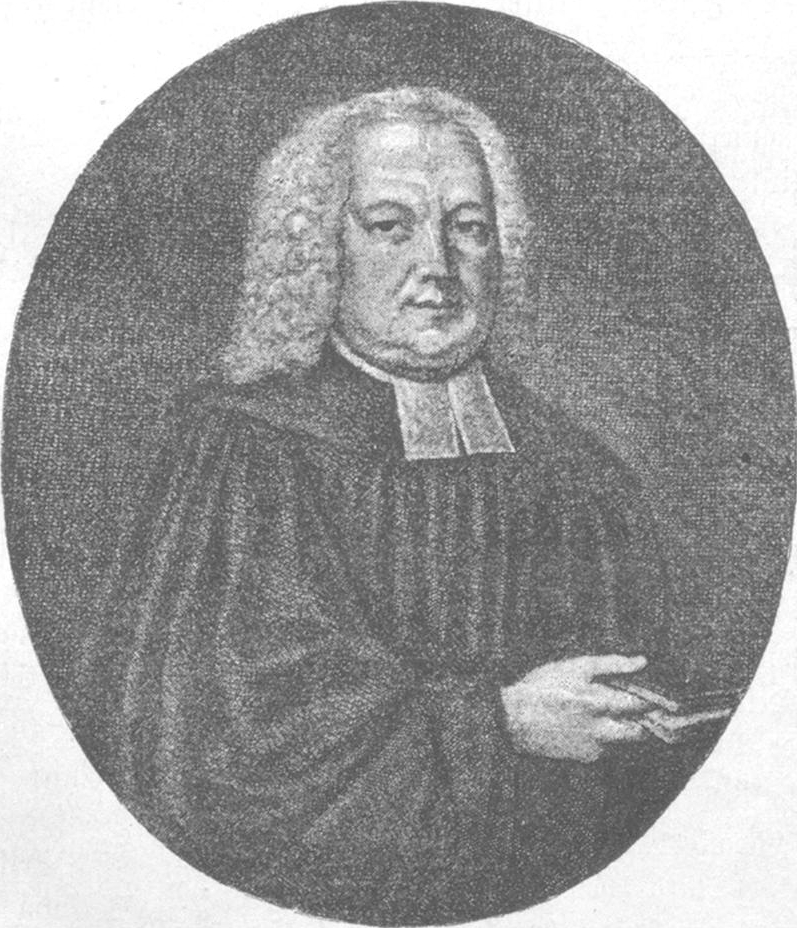
Georg Konrad Rieger.

Georg Konrad Rieger, född den 7 mars 1687 i Cannstatt, död den 16 april 1743 i Stuttgart, var en tysk evangelisk-luthersk teolog, känd som framstående predikant.
Rieger blev 1721 professor vid övergymnasiet i Stuttgart, 1733 stadspastor och 1742 dekan där. Han tillhörde den ur pietismen framgångna bibelteologiska skola, som i württembergska kyrkan uppblomstrade kring J.A. Bengel. Henry William Tottie avger följande omdöme i Nordisk familjebok: "Han var den eldigaste och vältaligaste bland denna skolas predikanter, och man har icke utan skäl om honom yttrat, att han efter Luther varit en af den evangeliska kyrkans största predikanter. Hans friska och kärnfulla kristendomsförkunnelse utmärker sig genom ganska sinnrik och äkta praktisk skriftutläggning samt djup insikt uti och träffande teckning af den inre kristliga lifsprocessens företeelser. Dispositionen i hans predikningar är klar och bestämd." Bland Riegers många av trycket utgivna och delvis till svenska språket översatta uppbyggelseskrifter bör nämnas hans större Herzenspostille och hans mindre Herz- und Handpostille. 